# Isarachnactis longipes
Espèce
Isarachnactis longipes est une espèce de cnidaires de la famille des Arachnactidae.

## Systématique
Le nom valide complet (avec auteur) de ce taxon est Isarachnactis longipes Carlgren, 1924.